# Universidade do Salento
A Universidade de Salento (em italiano, Università del Salento; chamada até 2007 de Università degli Studi di Lecce) é uma instituição de ensino superior pública localizada na cidade de Lecce, na Itália, fundada em 1955.

## Ligação externa
- Página oficial